# پادشاهی جمشید
«پادشاهی جمشید» چهارمین داستانِ پادشاهان و چهارمین پادشاهی پیشدادی در شاهنامهٔ فردوسی است  که دورانِ هفتصدسالهٔ پادشاهیِ جمشید را داستان می‌کند.
در شاهنامه جمشید فرزند تهمورث و شاهی فرهمند است که سرانجام در پی خود بینی، فره ایزدی را از دست می‌دهد و به دست ضحاک کشته می‌شود. کارهایی که انجام آن در شاهنامه به او نسبت داده شده‌است:
- ساختن ابزار جنگ: بر پایهٔ گزارش شاهنامه، نخستین کاری که جمشید پیش گرفت ساختن ابزار جنگ بود تا خود را بدان‌ها نیرو بخشدو راه را بر بدی ببندد. آهن را نرم کرد و از آن خود و زره و جوشن و خفتان و برگستوان ساخت.
- پوشش مردمان: سپس به پوشش مردمان گرایید و از کتان و ابریشم و پشم جامه ساخت و رشتن و بافتن و دوختن و شستن را به مردمان آموخت.
- بخش کردن مردمان به چهار گروه: پس از آن پیشه‌های مردمان را سامان داد و پیشه وران را گرد هم آورد. آنان را به چهار گروه بزرگ بخش نمود: مردمان دین که کارشان پرستش بود و ایشان را در کوه‌ها جای داد. دو دیگر جنگاوران، سه دیگر برزگران و دیگر کارگران و دست ورزان.
- ساختمان‌سازی و خشت‌زنی: دیوان که در فرمانش بودند را گفت تا خاک و آب را به هم آمیختند و گل ساختند و آن را در قالب ریختند و خشت زدند. پس سنگ و گچ را به کار برد و خانه و گرمابه و کاخ و ایوان بر پا کرد.
- برآوردن گوهر: چون این کارها کرده شد و نیازهای نخستین مردمان برآمد، جمشید در فکر آراستن زندگی مردمان درآمد. سینهٔ سنگ را شکافت و از آن گوهرهای گوناگونی چون یاقوت و بیجاده و فلزات گران بها چون زر و سیم بیرون آورد تا زیور زندگی و مایه خوشدلی مردمان باشد.
- برآوردن بوهای خوش: آن گاه در پی بوهای خوش برآمد بر گلاب و عود و عنبر و مشک و کافور دست یافت.
- ساختن کشتی و دریا نوردی: پس در اندیشهٔ گشت و سفر افتاد و دست به ساختن کشتی برد و بر آبها دست یافت و سرزمین‌های ناشناخته را یافت.